# 韓流α
『韓流α』（はんりゅうアルファ）は、2010年1月11日から2012年8月22日までフジテレビ系列（一部系列局のみ）で月曜日から金曜日の午後（時期により変動あり）に放送されていた韓国ドラマ枠である。『チャンネルα』枠（14:07 - 16:53、2012年4月2日より15:52 - 16:50）を縮小する形で放送された。

## 概要
2011年秋までは『チャンネルα』枠すべてを『韓流α』に割り当てていた時期もあったが、年末年始や番組の切替え時などには放送を休止（全枠をチャンネルαに返上）する週もあった。
2012年からは不定期放送となり、9月7日にフジテレビの10月の番組改編説明会が開かれて、荒井昭博編成制作局長は、「今後、韓流ドラマの放送予定はない」と説明した。
- 石川テレビなど、フジテレビ以外でもこの番組名を使って韓国ドラマを放送していた局もある（ただし放送時間や放送内容が異なる）。
- テレビ西日本は、平日14:05〜15:55の時間帯で不定期で放送していた。
- フジテレビ系列局のうち秋田テレビ、さくらんぼテレビ、福井テレビ、関西テレビ、テレビ愛媛では当番組の作品を放送していない。

### 2010年
第1回作品は韓国ドラマ『私の名前はキム・サムスン』。完全ノーカット版、日本語字幕テロップ付き二ヶ国語放送（主音声<地上デジタル放送ではステレオ第1音声>で日本語吹替版、副音声<同ステレオ第2音声>でオリジナル音声をそれぞれ放送）という斬新な放送形態に加え、フジテレビによる新撮映像（出演者へのインタビュー、作品解説など）を盛り込むなど、他局の韓流ドラマ放送枠との差別化を図っていた。
第3作目となる『華麗なる遺産』では初回に9.7%を記録し、時間帯1位になるなどこの枠としては好調といえた。
「超豪華! 韓流α夏祭り（HANRYU ALPHA -Summer Festival-）」と題して、7月9日から9月17日まで再放送の『私の名前はキム・サムスン』を含む5作品が放送された。
「韓流αリクエストスペシャル!!」と題して、第1弾に『華麗なる遺産』、第2弾に『ラスト・スキャンダル』が、初回放送では見られなかったシーン満載で再放送された。
2010年の『韓流α』の平均視聴率は3.9%であった。

### 2011年
1月11日から『チャン・グンソク祭り』と題して、第1弾に『美男＜イケメン＞ですね』完全版を、続けて、映画『赤ちゃんと僕』・『ベートーベンウィルス』が放送された。
3月2日から、「韓流α〜春だ!タルジャだ!緊急アンコールスペシャル!!〜」と題して、『タルジャの春』が再放送された。
3月11日、『タルジャの春』放送中に東北地方太平洋沖地震が発生した。放送途中で一時的に（FNNスピーク等で使われている）スタジオが揺れている映像に切り替わったが、再びドラマに戻り、1分後に報道特別番組に切り替わった（『テロワール』の放送も休止）。3月14日 - 3月18日・3月21日の東北地方太平洋沖地震災害報道番組編成・祝祭日編成による放送休止を経て、3月22日より、『タルジャの春』・『テロワール』共に、放送が再開された。
4月21日・4月26日、フジテレビホームページ上に於いて、4月下旬 - 9月放送予定タイトルが公開された。（地上波初放送&韓国新作ドラマ：5タイトル・再放送：2タイトル・再々放送：1タイトル）
4月28日から、チャン・グンソクCDデビュー記念特別企画と題して、『美男＜イケメン＞ですね』が再々放送された。
超豪華! 韓流α夏祭り（HANRYU ALPHA -Summer Festival-）アンコール殺到!大人気作品一挙放送SP第1弾!!と題して、6月23日から7月19日まで『宮〜Love in Palace』が再放送され、アンコール殺到!大人気作品一挙放送SP第2弾!!と題して、7月22日から8月12日まで『恋愛マニュアル〜まだ結婚したい女』が再放送され、アンコール殺到!大人気作品一挙放送SP第3弾!!と題して、8月15日から8月29日まで『アクシデント・カップル』が再放送された。
9月12日から、『天国の階段』の放送が開始されたが、フジテレビでは土曜ワイド・韓流アワーにて、2004年10月16日から2005年4月2日まで放送されていた。それ故、韓流αでは初放送となるが、番組編成上では再放送の扱いとなっている。なお、今回の再放送は、同時期に放送されている『レディプレジデント〜大物』主演のクォン・サンウと『マイ・プリンセス』主演のキム・テヒが共演しているドラマである為、急遽決定された。

### 2012年
1月10日からチャン・グンソク主演『ベートーベンウィルス』の再放送が開始されたが、1月18日放送分の第7話をもって同枠での放送は打ち切り（後枠は従来の「チャンネルα」）となり、第8話以降は1月25日深夜放送分から、毎週水曜日深夜『メディア工房』枠での放送に変更となった（後述）。
2月6日から3月6日まで14時台に『シティーハンター in Seoul』が放送された。
5月22日から6月13日まで『最高の愛〜恋はドゥグンドゥグン〜』が放送された。
7月25日から8月22日まで『ラブレイン』が放送された。

## 作品

### 2010年の作品
| タイトル                       | 期間                | 回数   | 時間          | 備考 | 制作局   | 番組ページ     |
| ------------------------------ | ------------------- | ------ | ------------- | --- | -------- | -------------- |
| 私の名前はキム・サムスン       | 01月11日 - 01月29日 | 全16回 | 14:07 - 15:25 | 1月11日のみ14:05 - 16:25で第1 - 2話を放送。 | MBC 2005 | [ リンク切れ ] |
| 太陽の女                       | 02月01日 - 03月01日 | 全20回 | 14:07 - 15:00 | 2月11日は放送休止。2月24日のみ14:10 - 15:00での放送。                                                                                            | KBS 2008 | [ リンク切れ ] |
| 華麗なる遺産                   | 03月02日 - 03月30日 | 全28回 | 14:07 - 15:00 | 『韓流α』独自の放送回数（全23回）で放送。 | SBS 2009 | [ リンク切れ ] |
| ニューハート                   | 04月01日 - 04月30日 | 全23回 | 14:07 - 15:00 | 4月30日のみ14:07 - 15:57で第22 - 23話を放送。 | MBC 2007 | [ リンク切れ ] |
| ラスト・スキャンダル           | 05月06日 - 05月27日 | 全16回 | 14:07 - 15:00 | | MBC 2008 | [ リンク切れ ] |
| ファンタスティック・カップル   | 05月28日 - 06月21日 | 全16回 | 14:07 - 15:00 | 6月4日は放送休止。 | MBC 2006 | [ リンク切れ ] |
| タルジャの春                   | 06月21日 - 07月09日 | 全22回 | 14:07 - 15:00 | 6月21日のみ15:00 - 15:57、6月22日と7月5日と7月9日は15:00 - 15:57、7月7日と7月8日は15:00 - 16:53での放送。                                        | KBS 2007 | [ リンク切れ ] |
| 私の名前はキム・サムスン（再） | 07月09日 - 07月16日 | 全16回 | 14:07 - 16:53 | 7月9日のみ15:57 - 16:53、7月9日のみ15:57 - 16:53、7月12日のみ14:07 - 15:57での放送。                                                             | MBC 2005 | [ リンク切れ ] |
| 宮〜Love in Palace             | 07月19日 - 08月19日 | 全24回 | 14:07 - 15:25 | 7月19日のみ14:05 - 15:30での放送。 | MBC 2006 | [ リンク切れ ] |
| 美男＜イケメン＞ですね         | 07月20日 - 08月10日 | 全16回 | 15:25 - 16:53 | | SBS 2009 | [ リンク切れ ] |
| コーヒープリンス1号店          | 08月11日 - 09月08日 | 全17回 | 15:25 - 16:53 | 8月23日と8月24日と9月1日は放送休止。第17話を9月7日（前編）と9月8日（後編）に分けて15:57 - 16:53での放送。                                        | MBC 2007 | [ リンク切れ ] |
| 復活                           | 08月20日 - 09月17日 | 全20回 | 14:07 - 15:25 | 9月14日は放送休止。9月7日から14:07 - 15:57での放送。                                                                                             | KBS 2009 | [ リンク切れ ] |
| アクシデント・カップル         | 09月20日 - 10月04日 | 全16回 | 14:07 - 15:57 | 韓流α独自の放送回数（全11回）で放送。10月4日のみ14:07 - 15:00での放送。                                                                          | KBS 2009 | [ リンク切れ ] |
| ある素敵な日                   | 10月04日 - 10月25日 | 全16回 | 15:00 - 15:57 | 10月11日のみ15:25 - 16:30の放送。10月14日以降は15:30 - 16:53での放送。                                                                           | MBC 2006 | [ リンク切れ ] |
| シンデレラのお姉さん           | 10月05日 - 11月02日 | 全20回 | 14:07 - 15:00 | 10月11日は放送休止。10月14日から10月29日まで14:07 - 15:30。11月1日と11月2日は14:07 - 15:25での放送。                                             | KBS 2010 | [ リンク切れ ] |
| 1%の奇跡                       | 10月26日 - 11月17日 | 全16回 | 15:30 - 16:53 | 11月3日は放送休止。11月4日から11月17日まで15:20 - 16:53での放送。                                                                                | MBC 2003 | [ リンク切れ ] |
| 華麗なる遺産（再）             | 11月04日 - 12月13日 | 全28回 | 14:07 - 15:20 | 『韓流α』独自の放送回数（全27回）で再放送。11月23日は放送休止。11月22日から12月9日まで14:07 - 15:30、12月10日と12月13日は14:07 - 15:57での放送。 | SBS 2009 | [ リンク切れ ] |
| ラスト・スキャンダル（再）     | 11月18日 - 12月09日 | 全16回 | 15:20 - 16:53 | 11月22日から12月9日まで15:30 - 16:53、11月23日のみ15:25 - 16:53での放送。                                                                        | MBC 2008 | [ リンク切れ ] |
| セレブの誕生                   | 12月10日 - 12月24日 | 全20回 | 15:57 - 16:53 | 12月14日から12月24日まで14:07 - 15:00と15:00 - 15:57での放送。                                                                                   | KBS 2010 | [ リンク切れ ] |

### 2011年の作品
| タイトル                               | 期間                | 回数   | 時間          | 備考 | 制作局   | 番組ページ     |
| -------------------------------------- | ------------------- | ------ | ------------- | --- | -------- | -------------- |
| 美男＜イケメン＞ですね（再）           | 01月11日 - 01月28日 | 全16回 | 14:07 - 15:40 | 『韓流α』独自の完全版として再放送。1月27日は13話と14話を、1月28日は15話と16話を、14:07 - 16:53で放送。 | SBS 2009 | [ リンク切れ ] |
| 赤ちゃんと僕                           | 01月31日            |        | 14:07 - 15:57 | 映画作品 | 2008     | [ リンク切れ ] |
| ベートーベン・ウィルス                 | 02月01日 - 02月17日 | 全18回 | 14:07 - 15:57 | 『韓流α』独自の放送回数（全12回）での放送 ← 既他局放送・既発売DVDとは、話数の切り方が異なる。（【例】DVD：第8話→『韓流α』：第5話）2月11日は放送休止。 | MBC 2008 | [ リンク切れ ] |
| テロワール                             | 02月14日 - 03月24日 | 全20回 | 15:57 - 16:53 | 3月3日 - 3月4日は放送休止。3月7日 - 3月10日まで15:00 - 15:57での放送。東北地方太平洋沖地震による影響で3月11日と3月14日から3月15日まで放送休止。月21日は放送休止。3月22日 - 3月24日まで15:00 - 15:57での放送。 | SBS 2008 | [ リンク切れ ] |
| 恋愛マニュアル〜まだ結婚したい女       | 02月18日 - 03月01日 | 全16回 | 14:07 - 15:57 | 1日2話ずつの放送。 | MBC 2010 | [ リンク切れ ] |
| タルジャの春（再）                     | 03月02日 - 04月05日 | 全22回 | 14:07 - 15:57 | 3月2日 - 3月4日は1日2話ずつの放送。3月7日から3月11日まで、3月28日から4月5日まで14:07 - 15:00にて放送。東北地方太平洋沖地震による影響で3月11日は放送途中で打ち切り、3月14日から3月15日まで放送休止。3月22日 - 3月25日は14:08 - 15:00にて放送。 | KBS 2007 | [ リンク切れ ] |
| オー!マイレディ                        | 04月12日 - 04月28日 | 全16回 | 14:07 - 15:00 | 4月12日の第1話放送途中に緊急地震速報が発令となり、地震関連ニュースが挿入され不完全放送となった為、翌日4月13日同時刻に第1話が再度放送された。4月19日から4月25日までと4月28日は14:08 - 15:00にて放送。4月26日と4月27日は14:08 - 16:53までの放送（3話ずつ）。 | SBS 2010 | [ リンク切れ ] |
| 美男＜イケメン＞ですね（再々）         | 04月28日 - 05月23日 | 全16回 | 14:07 - 15:00 | 『韓流α』独自の放送回数（全24回）での放送。4月28日は15:00 - 16:53までの放送（第1話前半・第1話後半 - 第2話前半）。4月29日は15:16 - 16:10にて放送（第2話後半）。5月2日は14:07 - 15:57までの放送（第3話前半・第3話後半 - 第4話前半）。3日（第4話後半）。4日（第5話前半）。5日（第5話後半 - 第6話前半）。6日（第6話後半・第7話前半・第7話後半 - 第8話前半）と9日（第8話後半・第9話前半・第9話後半 - 第10話前半）は14:07 - 16:53までの放送。10日（第10話後半）。11日（第11話前半）。12日（第11話後半 - 第12話前半）。13日（第12話後半）。16日（第13話前半）。17日（第13話後半 - 第14話前半）。18日（第14話後半）。19日（第15話前半）。20日（第15話後半 - 第16話前半）。23日（第16話後半）。 | SBS 2009 | [ リンク切れ ] |
| イタズラなKiss                         | 05月10日 - 05月31日 | 全16回 | 15:00 - 15:57 | 第1話 - 第6話のドラマ本編開始前に、特典映像「キム・ヒョンジュンの〜イタズラな1日〜」が放送された。第1話「震度2の地震で新居1軒だけ倒壊していく場面」が丸ごとカットされていた。原作を知らない視聴者に、「ポン・ジュング（原作の池沢金之助に相当）が新居の壁に額を2度打ち付け、それが原因で家中に亀裂が発生して倒壊した」と誤解させてしまうカット割りを行っていた。（「韓流α イタズラなKiss」ホームページ上のストーリーバックナンバーに、「震度2の地震で倒壊」と記載されてはいる。） | MBC 2010 | [ リンク切れ ] |
| 逆転の女王                             | 05月24日 - 07月05日 | 全31回 | 14:07 - 15:00 | チョン・ジュノ、キム・ナムジュ、パク・シフ出演。6月17日から6月30日までは14:08 - 15:00にて放送。 | MBC 2010 | [ リンク切れ ] |
| コーヒープリンス1号店（再）            | 05月31日 - 06月22日 | 全17回 | 15:57 - 16:53 | コン・ユ、ユン・ウネ出演。 | MBC 2007 | [ リンク切れ ] |
| 検事プリンセス                         | 06月01日 - 06月22日 | 全16回 | 15:00 - 15:57 | パク・シフ、キム・ソヨン出演。 | SBS 2010 | [ リンク切れ ] |
| 宮〜Love in Palace（再）               | 06月23日 - 07月19日 | 全24回 | 15:00 - 15:57 | ユン・ウネ、チュ・ジフン出演。7月6日から7月13日までは14:07 - 15:57にて、2話ずつ放送。7月18日は放送休止。 | MBC 2006 | [ リンク切れ ] |
| 製パン王 キム・タック                  | 07月14日 - 08月24日 | 全30回 | 14:08 - 15:00 | ユン・シユン主演。7月18日は14:10 - 15:30にて放送。7月19日から7月22日までは14:10 - 15:00にて放送。7月25日から7月29日までは14:07 - 15:00にて放送。 | KBS 2010 | [ リンク切れ ] |
| 恋愛マニュアル〜まだ結婚したい女（再） | 07月22日 - 08月12日 | 全16回 | 15:00 - 15:57 | キム・ボム他。当初、7月20日開始予定となっていたが、7月22日開始に変更された。 | MBC 2010 | [ リンク切れ ] |
| アクシデント・カップル（再）           | 08月15日 - 08月29日 | 全16回 | 15:00 - 15:57 | キム・アジュン、ファン・ジョンミン、チュ・サンウク、ペク・ソンヒョン出演。フジテレビ独自の話数（全21話）にて放送。8月16日から8月29日までは15:00 - 16:53にて、2話ずつ放送。 | KBS 2009 | [ リンク切れ ] |
| マイ・プリンセス                       | 08月31日 - 09月23日 | 全16回 | 15:00 - 15:57 | ソン・スンホン、キム・テヒ主演。9月19日は祝祭日編成の為に放送無し。9月21日は放送休止。（「報道特番 台風15号関東へ」に振り替え。）9月23日は祝祭日となるが、通常通り放送。 | MBC 2011 | [ リンク切れ ] |
| レディプレジデント〜大物               | 09月05日 - 10月24日 | 全30回 | 15:57 - 16:53 | コ・ヒョンジョン、クォン・サンウ主演。完全版（全30話）での放送。9月19日・9月23日・10月10日は祝祭日編成の為に放送無し。9月21日は放送休止。（「スーパーニュース特報 台風15号関東へ」に振り替え。）10月11日（第23回分）の放送後、一時放送お休み。10月17日（第24回分）から放送再開。10月17日から10月24日までは14:07 - 15:00にて放送。韓流αホームページ上の情報によると、フジテレビ独自の放送回数（29回）での放送となる模様。韓国オリジナル版は全24話。 | SBS 2010 | [ リンク切れ ] |
| 天国の階段（再）                       | 09月12日 - 10月11日 | 全22回 | 14:07 - 15:00 | チェ・ジウ、クォン・サンウ、シン・ヒョンジュン、キム・テヒ主演。9月19日と9月23日は祝祭日となるが、通常通り放送。10月3日から10月7日までは14:08 - 15:00にて放送。10月10日は祝祭日編成の為に放送無し。10月11日は14:08 - 15:57にて、2話での放送。土曜ワイド・韓流アワーで2004年 - 2005年に放送されたが、韓流αでの放送は初となる。 | SBS 2003 | [ リンク切れ ] |
| 18・29〜妻が突然18才!?                 | 09月26日 - 11月02日 | 全16回 | 15:00 - 15:57 | パク・ソニョン、リュ・スヨン出演。10月7日（第10回分）の放送後、一時放送お休み。10月27日（第11回分）から放送再開。BS日テレでも2010年に放送されたことがある。 | KBS 2005 |                |
| 私の期限は49日                         | 10月25日 - 11月21日 | 全20回 | 14:08 - 15:00 | イ・ヨウォン、チョ・ヒョンジェ、ナム・ギュリ、チョン・イル、ペ・スビン、ソ・ジヘ出演。11月7日から11月21日までは14:07 - 15:00にて放送。 | SBS 2011 |                |
| パラダイス牧場                         | 11月28日 - 12月20日 | 全16回 | 14:07 -15:00  | チャンミン(東方神起)主演。イ・ヨニ、チュ・サンウク、ユ・ハナ出演。韓国放送後から約8カ月という早さで地上波での放送が決定された。 | SBS 2011 |                |

### 2012年の作品
| タイトル                         | 期間                | 回数   | 時間          | 備考 | 制作局   | 番組ページ |
| -------------------------------- | ------------------- | ------ | ------------- | --- | -------- | ---------- |
| ベートーベン・ウィルス（再）     | 01月10日 - 01月18日 | 全07回 | 14:07 - 15:00 | 回数は1月18日放送分（第7話）までの『韓流α』枠での放送分のみ（『メディア工房』枠での放送分とあわせ、全18回）。                                                  | MBC 2008 |            |
| シティーハンター in Seoul        | 02月06日 - 03月06日 | 全26回 | 14:07 - 15:00 | 2月23日・2月24日・2月28日・2月29日は14:07 - 15:00、15:00 - 15:57での放送（2話放送）。                                                                          | SBS 2011 |            |
| 最高の愛〜恋はドゥグンドゥグン〜 | 05月22日 - 06月13日 | 全16回 | 15:53 - 16:50 | チャ・スンウォン主演、イ・スンギ、パク・シヨン特別出演。6月7日から6月13日までは15:52 - 16:50にて放送。6月6日は放送無し。                                       | MBC 2011 |            |
| ラブレイン                       | 07月25日 - 08月22日 | 全20回 | 15:52 - 16:50 | チャン・グンソク、ユナ（少女時代）、チョン・ジニョン、イ・ミスク出演。監督新編集版での放送。8月13日から8月16日までは15:53 - 16:50にて放送。8月17日は放送無し。 | KBS 2012 |            |